# Massimo Dagioni
Massimo Dagioni (Roma, 16 luglio 1966) è un allenatore di pallavolo italiano.

## Carriera
Iniziò la carriera nei settori giovanili della capitale, conquistando vari titoli provinciali e regionali e partecipando a varie edizioni delle finali nazionali di categorie giovanili; nella stagione 1997/98 conquista come allenatore del gruppo U16 maschile della PIAGGIO ROMA VOLLEY la medaglia di bronzo alle finali nazionali e la promozione alla serie B1 con un gruppo U20 della stessa società. Con l'arrivo di Gian Paolo Montali alla guida della Roma Volley inizia la collaborazione come vice allenatore di serie A1, conquistando nella stagione 1999/2000 coppa CEV e titolo di Campione d'Italia Serie A1 italiana di pallavolo maschile 1999-2000; prosegue la collaborazione con Gian Paolo Montali all'Asystel Milano, disputando un'altra finale scudetto ed in Nazionale, sempre come viceallenatore, nelle stagioni 2003 e 2004, conquistando la medaglia d'oro ai Campionati europei di Berlino 2003, la medaglia di bronzo nell'edizione 2003 della World League, la medaglia d'argento nell'edizione del 2004 ed ancora l'argento ai giochi olimpici di Atene 2004.
La sua carriera da primo allenatore iniziò in Serie A2, nella stagione 2004-05, quando condusse alla salvezza la Salento d'Amare Taviano; la stagione successiva (2005-06) vive poi due esperienze in A1 con la Tiscali Cagliari, 2006-07, e con il BluVolley Verona. 
Nel 2007-08 fu ingaggiato nuovamente da Taviano, in A2, raggiungendo le semifinali dai play-off per la promozione. Nella stagione 2008-09 è  ingaggiato dalla Materdomini Volley, ma nel finale di stagione si trasferisce all'Edilesse Cavriago Reggio Emilia, sempre in serie A2 maschile, dove in seguito alla conseguita salvezza viene confermato per la stagione successiva.
La stagione 2011-2012 segna il ritorno al settore femminile come vice-allenatore della Scavolini Pesaro.
Nella stagione agonistica 2012-2013 è ingaggiato come vice-allenatore dalla Futura Volley Unendo Yamamay Busto Arsizio. Nel 2021 allena la Dacia Mioveni femminile. 
Ill 23 Novembre 2022 viene annunciato il suo passaggio come primo allenatore della Wow Green House Aversa, società di volley maschile militante nel campionato di Serie A3 Girone Blu. Sostituisce l'esonerato Paolo Falabella. Nel 2023 allena la  Roma femminile e nel 2024 il Pomezia femminile